# Lazy Jones
Lazy Jones ist ein Computerspiel-Klassiker von David Whittaker / Terminal Software aus dem Jahr 1984. Es erschien für C64, MSX und ZX Spectrum.

## Beschreibung
Lazy Jones besteht dabei aus 14 Minispielen. Die Spielfigur wird als fauler Hotelangestellter dargestellt, der es vorzieht, Videospiele zu spielen, anstatt seiner Arbeit nachzugehen. Hinter verschiedenen Türen innerhalb eines dreistöckigen Hotels verbergen sich diese Computerspiele, die der Spieler als Minispiele wahrnimmt. Berührt die Spielfigur eine von zwei Personen oder einen Putzwagen, die sich in den Gängen des Hotels bewegen, verliert der Spieler ein Leben. In einem Teil der Minispiele ist es ebenfalls möglich, Leben zu verlieren. Wurden alle Räume einmal betreten, beginnt das Spiel von vorne. Die Feinde bewegen sich jedoch schneller.
Die Titelmelodie des Spiels besteht zum Teil aus Nachbildungen bekannter Musikstücke der 1980er-Jahre. Es verwendet zum Beispiel 99 Luftballons von Nena und Fade to Grey von Visage. Eine von Whittaker selbst komponierte Melodie, die des Unterspiels Star Dust, wurde von Florian Senfter (a.k.a. John Starlight) unter dem Projektnamen Zombie Nation in dem Song Kernkraft 400 gecovert. Diese Coverversion war 1999 ein Hit in der Clubszene und gilt mittlerweile als einer der erfolgreichsten Songs elektronischer Instrumentalmusik überhaupt.
Das Spiel wurde auch (inoffiziell) auf den DDR-Kleincomputer KC 85 portiert und dort als CLUB-X kommerziell vertrieben.

## Unterspiele
- 99 Red Balloons
- Eggie Chuck
- Jay Walk
- Laser Jones
- Outland
- Res Q
- Scoot
- Star Dust
- The Hills Are Alive
- The Reflex
- The Turk
- The Wall
- Wild Wafers
- Wipeout